# Henri Génès
Henri Génès (* 2. Juli 1919 in Tarbes, Département Hautes-Pyrénées; † 22. August 2005 in 
Paris) war ein französischer Sänger und Schauspieler. 

## Leben
1945 gab Henri Génès neben Charles Vanel in La Ferme du pendu sein Filmdebüt. In den fast fünfzig Jahren seiner Schauspielkarriere sollten über 80 Auftritte in Film- und Fernsehproduktionen folgen. Er spielte in
Wirbel im Nachtclub (mit Michel Simon), in der Komödie Ein irrer Typ (neben Jean-Paul Belmondo und Raquel Welch), in Claude Sautets Tragikomödie Kollege kommt gleich! (mit Yves Montand), in der Krimiparodie Das Superhirn (mit Belmondo, David Niven und Bourvil) und im Drama Bartholomäusnacht (mit Jeanne Moreau) über die Hugenottenverfolgungen 1572 in Paris. Darüber hinaus wirkte er auch in mehreren deutsch-französischen Co-Produktionen mit (z. B. Das Lied der Balalaika mit Katja Ebstein und Liebe lässt alle Blumen blühen mit Jean-Claude Pascal). In insgesamt acht Filmen spielte er zumeist parodistische Charaktere neben Frankreichs Vorzeigekomiker Louis de Funès: neben der Bartholomäusnacht in Scharfe Sachen für Monsieur, der Antikriegskomödie Drei Bruchpiloten in Paris (mit Bourvil und Benno Sterzenbach), Balduin, der Trockenschwimmer, der Gendarm-von-St.Tropez-Fortsetzung Louis’ unheimliche Begegnung mit den Außerirdischen, der Molière-Adaption Louis, der Geizkragen sowie der Science-Fiction-Komödie Louis und seine außerirdischen Kohlköpfe.
Daneben trat Génès über 60 Jahre lang als Sänger auf zahlreichen europäischen Bühnen auf. 
Génès war mit der Schauspielerin Jeannette Batti verheiratet und starb am 22. August 2005 im Alter von 86 Jahren in Paris.

## Filmografie (Auswahl)
- 1945: La Ferme du pendu
- 1950: Radio X spielt auf (Nous irons à Paris), alternativ Ja, in Mexiko
- 1953: Au diable la vertu
- 1953: Wirbel im Nachtclub (Femmes de Paris)
- 1954: Bartholomäusnacht (La reine Margot)
- 1955: Straße der geschminkten Lippen (La rue des bouches peintes)
- 1964: Scharfe Sachen für Monsieur (Le corniaud)
- 1966: Drei Bruchpiloten in Paris (La grande vadrouille)
- 1967: Balduin, der Trockenschwimmer (Le petit baigneur)
- 1969: Das Superhirn (Le cerveau)
- 1970: Das Lied der Balalaika (L’homme qui vient de la nuit)
- 1977: Ein irrer Typ (L’animal)
- 1979: Louis’ unheimliche Begegnung mit den Außerirdischen (Le gendarme et les extra-terrestres)
- 1980: Louis, der Geizkragen (L’avare)
- 1981: Louis und seine außerirdischen Kohlköpfe (La soupe aux choux)
- 1983: Liebe lässt alle Blumen blühen
- 1983: Garçon! Kollege kommt gleich! (Garçon!)
- 1985: Ein alter Dickkopf (Le facteur de Saint-Tropéz)